# Commicarpus fallacissimus
Commicarpus fallacissimus är en underblomsväxtart som först beskrevs av Anton Heimerl och Schinz, och fick sitt nu gällande namn av Anton Heimerl. Commicarpus fallacissimus ingår i släktet Commicarpus, och familjen underblomsväxter. Inga underarter finns listade i Catalogue of Life.